# کاسیلیونچلو
کاسیلیونچلو (به ایتالیایی: Castiglioncello) یک منطقهٔ مسکونی در ایتالیا است که در روزینیانو ماریتیمو واقع شده‌است. کاسیلیونچلو ۳٬۹۰۱ نفر جمعیت دارد و ۲۳ متر بالاتر از سطح دریا واقع شده‌است.